# Memphis (Ai Cập)
Memphis (tiếng Ả Rập: منف; tiếng Hy Lạp: Μέμφις) từng là kinh đô của Aneb-Hetch - vùng đầu tiên của Hạ Ai Cập - từ khi thành lập cho đến khoảng năm 2200 trước Công nguyên.
Tên của thành phố trong tiếng Ai Cập cổ là Ineb Hedj ("Bạch Thành"). "Memphis" (Μέμφις) là tên tiếng Hy Lạp đã được biến đổi từ tên của kim tự tháp của Pepi I, Men-nefer, sau đó trở thành Menfe trong tiếng Copt. Các thành phố và thị xã Mit Rahina, Dahshur, Saqqara, Abusir, Abu Ghurab và Zawyet El Aryan ngày nay nằm trong ranh giới hành chính của thành phố Memphis lịch sử (tọa độ 29°50′58,8″B 31°15′15,4″Đ / 29,83333°B 31,25°Đ).
Memphis cũng được biết đến trong thời Ai Cập Cổ đại là Ankh Tawy ("Cái mà nối hai vùng đất"), do đó nhấn mạnh vị trí quan trọng của thành phố giữa Thượng Ai Cập và Hạ Ai Cập.

## Địa lý
| mn · n | nfr | f · r | O24 | niwt |

| mn · n | nfr | f · r | O24 | niwt |

Phế tích của Memphis cách Cairo 19 km về phía nam, bên bờ tây của sông Nil.
Theo Herodotus, thành phố này được thành lập khoảng năm 3100 trước Công nguyên bởi ông vua huyền thoại Menes, người thống nhất hai vương quốc của Ai Cập và khai sinh Ai Cập; với khoảng 30.000 dân, đây là khu định cư lớn nhất thế giới từ khi thành lập đến năm 2250 trước Công nguyên và từ 1557 đến 1400 trước Công nguyên.
Trong Kinh Thánh Memphis được gọi là Moph hay Noph.